# Szojuz TM–16
Szojuz TM–16 (Szojuz –7K–SZTM) szovjet/orosz háromszemélyes szállító űrhajó.

## Küldetés
A küldetés célja a hosszútávú legénység cseréje. A legénység lett a Mir-űrállomás 13. küldetése.

## Jellemzői
Tervezte a GKB (oroszul: Головное контрукторское бюро – ГКБ). Gyártotta a ZAO (oroszul: Закрытое акционерное общество). Üzemeltette (oroszul: Центральный научно-исследовательский институт машиностроения – ЦНИИМаш).
1993. január 24-én a Bajkonuri űrrepülőtér indítóállomásról egy Szojuz–U2 juttatta Föld körüli, közeli körpályára. Hasznos terhe 7150 kilogramm, teljes hossza 6,98 méter, maximális átmérője 2,72 méter. Az orbitális egység pályája 92,4 perces, 51,6 fokos hajlásszögű, elliptikus pálya-perigeuma 393 kilométer, apogeuma 394 kilométer volt. Január 26-án dokkolt a Mir-űrállomással. Szolgálati ideje alatt hat alkalommal segített a pályakorrekciókban.
Az űrhajó használta első alkalommal az új, űrrepülőgépek fogadására is alkalmas dokkolót. Az űrhajósok különféle kísérleteket (biológiai, csillagászati, anyagtudományi és 140 típusú földtudományi) végeztek. Munkájuk részét képezte a karbantartási, szerelési feladatok végzése. Az első űrséta 5 óra 25 percig tartott. A második 4 óra 33 percig. Munkájuk elősegítésére az M-16/M-17/M-18 teherszállító űrhajók vitték a szükséges anyagokat, eszközöket.
1993. július 22-én Zsezkazgan városától 140 kilométerre, hagyományos – ejtőernyős – leereszkedési technikával ért Földet. Összesen 179 napot, 00 órát, 43 percet és 45 másodpercet töltött a világűrben. Föld körüli fordulatainak száma 2793.

## Személyzet

### Felszálláskor
- Gennagyij Mihajlovics Manakov kutatásért felelős parancsnok
- Alekszandr Fjodorovics Polescsuk fedélzeti mérnök

### Visszatéréskor
- Gennagyij Mihajlovics Manakov parancsnok
- Aleksandr Fyodorovich Poleschuk fedélzeti mérnök
- Jean-Pierre Haigneré kutatóűrhajós

### Tartalék személyzet
- Vaszilij Vasziljevics Ciblijev parancsnok
- Jurij Vlagyimirovics Uszacsov fedélzeti mérnök